# Farlig frihet (1954)
Farlig frihet är en svensk svartvit dramafilm från 1954 med regi och manus av Arne Ragneborn. Ragneborn spelar även filmens huvudroll. I övriga roller ses bland andra Maj-Britt Lindholm och Carl-Olof Alm. Filmen är Ragneborns debut som regissör och manusförfattare och är även Lindholms debut som skådespelare.
Inspelningen ägde rum 1954 i Metronomes studio i Stocksund samt i Vasastan, Norrmalm, Södermalm och Gamla stan, alla i Stockholm. Produktionsledare var Lars Burman, fotografer Sven Thermænius och Åke Westerlund  och klippare Carl-Olov Skeppstedt. Musiken komponerades av Charlie Norman och Gunnar Lundén-Welden. Filmen premiärvisades den 26 december på flera biografer runt om i Sverige. Den var 77 minuter lång och tillåten från 15 år.

## Handling
Kristian Petrus  "Myggan" Strömholm rymmer från ungdomsvårdsanstalt och begår flera nya brott. Efter en jakt kan han gråtande gripas av polis i filmens slut.

## Rollista
- Arne Ragneborn – Kristian Petrus "Myggan" Strömholm
- Maj-Britt Lindholm – Laila, hans flickvän
- Carl-Olof Alm – "Bellman", Myggans vän
- Fritiof Billquist	– homosexuell man
- Sif Ruud – damen vid kiosken
- Jan-Olof Rydqvist	– "Tjoffe", Bellmans kumpan
- Inga Gill	– Mammie, prostituerad
- Lars Ekborg – Knutte, intern
- Peter Lindgren – intern
- Lars Burman – intern
- Åke Grönberg – villaägare

Ej krediterade
- Bengt Martin – Tommy, homosexuell pojke
- Georg Skarstedt – strandflanör
- Catrin Westerlund	– Ulla, Bellmans vän
- Sven-Axel "Akke" Carlsson	– intern

## DVD
Filmen gavs ut på DVD 2009.

### Fotnoter
1. 1 2 3  ”Farlig frihet”. Svensk Filmdatabas. http://sfi.se/sv/svensk-filmdatabas/Item/?itemid=4445&type=MOVIE&iv=Basic&ref=/templates/SwedishFilmSearchResult.aspx?id%3d1225%26epslanguage%3dsv%26searchword%3dfarlig+frihet%26type%3dMovieTitle%26match%3dBegin%26page%3d1%26prom%3dFalse. Läst 25 mars 2013.